# Römische Streitkräfte in Moesia

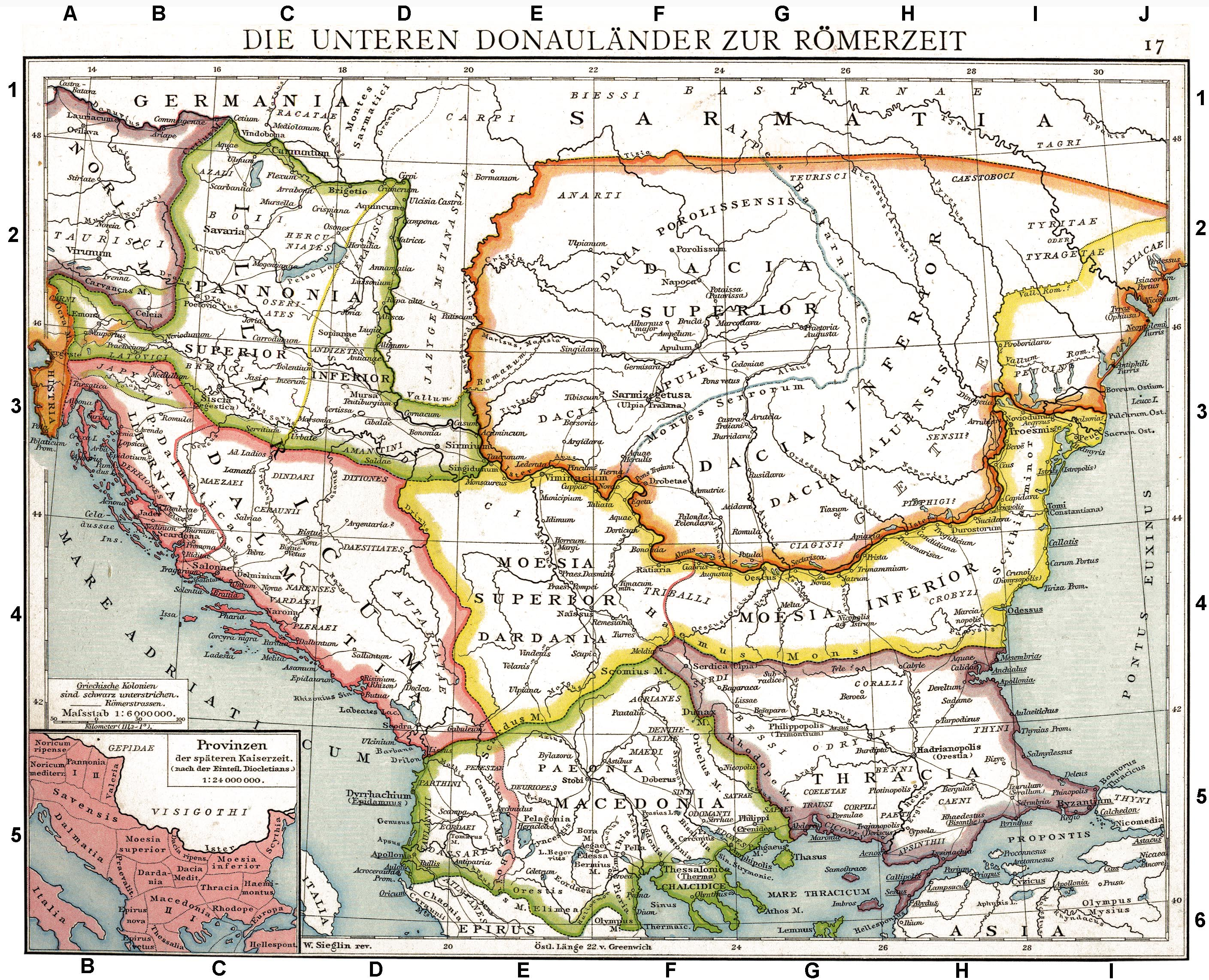
Die Provinzen Moesia Inferior und Superior

Die Römischen Streitkräfte in Moesia (lateinisch exercitus Moesiacus) bestanden ab Anfang des ersten Jahrhunderts n. Chr. aus den in der römischen Provinz Moesia stationierten Legionen und Auxiliartruppen sowie der Classis Moesica.
Im Jahre 29 v. Chr. wurde Mösien von Marcus Licinius Crassus erobert und später in eine römische Provinz umgewandelt. Im ersten Jahrhundert n. Chr. teilten die Römer das Gebiet in die Provinzen Moesia Superior (Obermösien) und Moesia Inferior (Niedermösien). Unter Diokletian (284–305) wurden die beiden Provinzen dann in kleinere Provinzen aufgeteilt.

## Legionen
Die folgenden Legionen (oder Teile von ihnen) waren zu verschiedenen Zeiten in der Provinz Moesia an den folgenden Standorten stationiert:
- Novae (Swischtow): die Legion I Italica
- Oescus: die Legion V Macedonica
- Singidunum (Belgrad): die Legionen IIII Flavia Felix und VII Claudia
- Troesmis: die Legion V Macedonica
- Viminacium: die Legionen IIII Scythica und VII Claudia

## Auxiliartruppen

### Moesia

#### 75 bis 78 n. Chr.
Auf Militärdiplomen aus den Jahren 75 bis 78 werden 2 Alae und 21 Kohorten für die Provinz Moesia aufgeführt:
| - Ala I Gallorum - Ala I Vespasiana Dardanorum - Cohors I Antiochensium - Cohors I Cantabrorum - Cohors II Chalcidenorum - Cohors I Cilicum | - Cohors I Cisipadensium - Cohors I Cretum - Cohors III Gallorum - Cohors IV Gallorum - Cohors V Gallorum - Cohors VII Gallorum | - Cohors VIII Gallorum - Cohors III Hispanorum - Cohors II Lucensium - Cohors I Lusitanorum - Cohors II Mattiacorum - Cohors I Raetorum | - Cohors I Sugambrorum tironum - Cohors I Sugambrorum veterana - Cohors I Thracum Syriaca - Cohors I Tyriorum - Cohors I Ubiorum |

### Moesia inferior

#### 92 bis 97 n. Chr.
Auf Militärdiplomen aus den Jahren 92 bis 97 werden 9 Alae und 18 Kohorten für die Provinz Moesia Inferior aufgeführt:
| - Ala I Claudia Gallorum - Ala II Claudia Gallorum - Ala I Flavia Gaetulorum - Ala Gallorum Atectorigiana - Ala Gallorum Flaviana - Ala Hispanorum - Ala II Hispanorum et Arvacorum | - Ala I Pannoniorum - Ala I Vespasiana Dardanorum - Cohors II Flavia Bessorum - Cohors I Bracaraugustanorum - Cohors II Bracaraugustanorum - Cohors II Chalcidenorum - Cohors I Flavia Commagenorum | - Cohors II Gallorum - Cohors III Gallorum - Cohors IV Gallorum - Cohors VII Gallorum - Cohors I Hispanorum veterana - Cohors I Lepidiana - Cohors II Lucensium | - Cohors I Lusitanorum Cyrenaica - Cohors I Raetorum - Cohors I Sugambrorum tironum - Cohors I Sugambrorum veterana - Cohors I Tyriorum - Cohors I Ubiorum |

#### 99 bis 105 n. Chr.
Auf Militärdiplomen aus den Jahren 99 bis 105 werden 9 Alae und 21 Kohorten für die Provinz aufgeführt:
| - Ala I Asturum - Ala I Claudia Gallorum - Ala I Flavia Gaetulorum - Ala Gallorum Atectorigiana - Ala Gallorum Flaviana - Ala Hispanorum - Ala II Hispanorum et Arvacorum - Ala I Pannoniorum | - Ala I Vespasiana Dardanorum - Cohors I Augusta Nerviana Pacensis Brittonum - Cohors II Augusta Nerviana Pacensis Brittonum - Cohors I Bracaraugustanorum - Cohors II Chalcidenorum - Cohors II Flavia Bessorum - Cohors II Flavia Brittonum - Cohors I Flavia Commagenorum | - Cohors I Flavia Numidarum - Cohors II Gallorum - Cohors III Gallorum - Cohors IV Gallorum - Cohors VII Gallorum - Cohors I Hispanorum veterana - Cohors I Lepidiana - Cohors II Lucensium | - Cohors I Lusitanorum Cyrenaica - Cohors II Mattiacorum - Cohors I Sugambrorum tironum - Cohors I Sugambrorum veterana - Cohors I Tyriorum - Cohors I Ubiorum |

#### 109 bis 120 n. Chr.
Auf Militärdiplomen aus den Jahren 109 bis 120 werden 5 Alae und 13 Kohorten für die Provinz aufgeführt:
| - Ala I Claudia Gallorum - Ala I Flavia Gaetulorum - Ala II Hispanorum et Arvacorum - Ala I Pannoniorum - Ala I Vespasiana Dardanorum | - Cohors I Augusta Nerviana Pacensis Brittonum - Cohors I Bracaraugustanorum - Cohors II Flavia Brittonum - Cohors I Flavia Commagenorum - Cohors I Flavia Numidarum | - Cohors II Gallorum - Cohors III Gallorum - Cohors VII Gallorum - Cohors I Lepidiana - Cohors II Lucensium | - Cohors II Mattiacorum - Cohors I Sugambrorum tironum - Cohors I Sugambrorum veterana |

#### 125 bis 157 n. Chr.
Auf Militärdiplomen aus den Jahren 125 bis 157 werden 5 Alae und 16 Kohorten für die Provinz aufgeführt:
| - Ala I Flavia Gaetulorum - Ala Gallorum Atectorigiana - Ala I Gallorum et Pannoniorum - Ala II Hispanorum et Arvacorum - Ala I Vespasiana Dardanorum | - Cohors I Bracaraugustanorum - Cohors II Bracaraugustanorum - Cohors II Chalcidenorum - Cohors I Cilicum - Cohors I Cisipadensium - Cohors II Flavia Brittonum | - Cohors I Flavia Numidarum - Cohors I Germanorum - Cohors I Gallorum - Cohors I Lepidiana - Cohors II Lucensium - Cohors I Lusitanorum Cyrenaica | - Cohors II Mattiacorum - Cohors I Sugambrorum tironum - Cohors I Sugambrorum veterana - Cohors I Thracum Syriaca |

### Moesia Superior

#### 93 bis 94 n. Chr.
Auf Militärdiplomen aus den Jahren 93 bis 94 werden 3 Alae und 9 Kohorten für die Provinz Moesia Superior aufgeführt:
| - Ala I Claudia Nova Miscellanea - Ala II Pannoniorum - Ala Praetoria | - Cohors I Antiochensium - Cohors I Cilicum - Cohors I Cisipadensium | - Cohors I Cretum - Cohors I Flavia Hispanorum - Cohors II Gallorum Macedonica | - Cohors V Gallorum - Cohors V Hispanorum - Cohors IV Raetorum |

#### 96 bis 101 n. Chr.
Auf Militärdiplomen aus den Jahren 96 bis 101 werden 3 Alae und 21 Kohorten für die Provinz aufgeführt:
| - Ala I Claudia Nova Miscellanea - Ala II Pannoniorum - Ala Praetoria - Cohors I Antiochensium - Cohors VII Breucorum - Cohors II Brittonum | - Cohors III Brittonum - Cohors I Cilicum - Cohors I Cisipadensium - Cohors I Cretum - Cohors I Flavia Bessorum - Cohors II Flavia Commagenorum | - Cohors I Flavia Hispanorum - Cohors II Gallorum Macedonica - Cohors V Gallorum - Cohors II Hispanorum - Cohors V Hispanorum - Cohors I Lusitanorum | - Cohors I Montanorum - Cohors IV Raetorum - Cohors I Thracum - Cohors I Thracum Syriaca - Cohors VI Thracum - Cohors I Vindelicorum |

#### 103/106 bis 103/107 n. Chr.
Auf Militärdiplomen aus den Jahren 103/106 bis 103/107 werden 2 Alae, 11 Kohorten und eine weitere Einheit für die Provinz aufgeführt:
| - Ala II Pannoniorum - Ala Praetoria - Cohors I Alpinorum - Cohors I Britannica | - Cohors I Brittonum - Cohors III Campestris - Cohors IV Cypria - Cohors II Flavia Commagenorum | - Cohors I Hispanorum - Cohors I Montanorum - Cohors I Pannoniorum - Cohors II Pannoniorum | - Cohors VIII Raetorum - Cohors VI Thracum - Singulares Britannicianis |

#### 125/126 bis 161 n. Chr.
Auf Militärdiplomen aus den Jahren 125/126 bis 161 werden 2 Alae und 11 Kohorten für die Provinz aufgeführt:
| - Ala I Claudia Nova Miscellanea - Ala Gallorum Flaviana - Cohors I Antiochensium - Cohors III Brittonum | - Cohors III Campestris - Cohors I Cretum - Cohors II Dacorum - Cohors II Gallorum Macedonica | - Cohors II Gallorum Pannonica - Cohors V Gallorum - Cohors V Hispanorum - Cohors I Lusitanorum | - Cohors I Montanorum - Cohors I Pannoniorum |